# Бријен ла Вјеј
Бријен ла Вјеј (фр. Brienne-la-Vieille) насеље је и општина у североисточној Француској у региону Шампањ-Арден, у департману Об која припада префектури Бар сир Об.
По подацима из 2011. године у општини је живело 451 становника, а густина насељености је износила 27,82 становника/km². Општина се простире на површини од 16,21 km². Налази се на средњој надморској висини од 126 метара.

## Демографија
| 1962. | 1968. | 1975. | 1982. | 1990. | 1999. | 2011. |
| ----- | ----- | ----- | ----- | ----- | ----- | ----- |
| 412   | 456   | 404   | 486   | 447   | 420   | 451   |

График промене броја становника у току последњих година